# Pescennio Nigro
Gaio Pescennio Nigro (dal latino: Gaius Pescennius Niger) (Aquino, 135/140 – II secolo) è stato un generale romano.
Fu usurpatore dell'Impero tra il 193 ed il 194.

## Biografia
Nato ad Aquino da un'antica famiglia italica del ceto equestre, era stato governatore della Siria e fu proclamato imperatore dalle legioni orientali dopo l'uccisione di Pertinace e dopo la vendita all'asta del titolo imperiale a Didio Giuliano. Tra le province che caddero sotto il suo controllo c'era l'Egitto, e Nigro ricevette un grande sostegno dal governo della provincia dell'Asia. Un altro comandante romano, Settimio Severo, riuscì a prendere Roma per primo, e mosse quindi contro di lui in Oriente.
Pescennio Nigro fu sconfitto nelle battaglie di Cizico, Nicea e Isso, poi si ritirò in Antiochia ma fu ucciso mentre tentava di fuggire verso l'impero dei Parti.